# Ольхов, Константин Абрамович
Константи́н Абра́мович Ольхо́в (12 апреля 1914—17 января 1976) — российский хоровой дирижёр, профессор хоровой кафедры Ленинградской консерватории, кандидат искусствоведения.
Руководил различными хорами (в 1940—41 главный хормейстер Центрального ансамбля Военно-Морского Флота СССР и др.). Автор книги «О дирижировании хором» (1961); собрание работ Ольхова «Вопросы теории дирижёрской техники и обучения хоровых дирижёров» было издано в 1979 г. и затем дважды переиздано (1984, 1990) под названием «Теоретические основы дирижёрской техники». В своих теоретических трудах развивал идеи о необходимости формализации языка дирижирования. Последователем идей К. Ольхова в музыкальной теории является О. И. Поляков.
Составил сборник избранных хоров Сергея Танеева.
Среди учеников Ольхова — В. В. Айдарова, А. Алексеев, М. Беляков, Е. Бражник, В. Васильев, В. Гончаров, Л. Ежов, В. Кожин, В. Комаров, М. Кукушкин, З. М. Массарский, П. Россоловский, Г. Терацуянц, У Ген-Ир, Л. Фулиди, М. Эпштейн, Ю. Хотеев.
Умер 17 января 1976 года. Похоронен на Преображенском еврейском кладбище.

## Его работы
- Вопросы дирижёрской техники и обучения хоровых дирижёров.— Л., 1979.
- О дирижировании хором.— Л., 1961
- Теоретические основы дирижёрской техники.— Л., 1990.

## Работы, как составителя
- Танеев С. И. Избранные хоры / Предисловие и примечания К. А. Ольхова.— Л., 1963.
- Хоровое искусство. [Вып. 1.]— Л., 1967.
- Хоровое искусство. Вып. 2.— Л., 1971.
- Хоровое искусство. Вып. 3.— Л., 1977.

## О нём
- Россоловский П. А. Константин Абрамович Ольхов // Деятели хорового искусства Санкт-Петербургской консерватории.— СПб, 1993. С. 139—152.
- Советская музыка, 1984, № 6.
- Советские хоровые дирижёры / Сост.: Э. Елисеева-Шмидт, В. Елисеева.— М., 1986.